# Saumont-la-Poterie
Saumont-la-Poterie là một xã thuộc tỉnh Seine-Maritime trong vùng Normandie miền bắc nước Pháp.

## Dân số
| 1962                                            | 1968 | 1975 | 1982 | 1990 | 1999 | 2006 |
| ----------------------------------------------- | ---- | ---- | ---- | ---- | ---- | ---- |
| 440                                             | 452  | 363  | 312  | 365  | 382  | 397  |
| Starting in 1962: Population without duplicates |      |      |      |      |      |      |